# Auguste Crelinger
Auguste Sophie Crelinger, veuve Stich, née Düring, née le 7 octobre 1795 à Berlin et morte le 11 avril 1865 dans la même ville, est une actrice allemande.

## Biographie

### Débuts
Enfant, elle joue dans la compagnie théâtrale Urania. À l'occasion d'une de ses apparitions, elle fait également la connaissance de la princesse Charlotte, épouse de Karl August von Hardenberg (auparavant connue sous le nom de Langenthal) qui intercède pour elle auprès du metteur en scène August Wilhelm Iffland : après ses débuts le 4 mai 1812, elle est engagée pour jouer le rôle de Margarete dans la comédie Die Hagestolzen et y reste jusqu'à sa dernière représentation en tant que membre du théâtre de la cour royale.

### Avec Wilhelm Stich

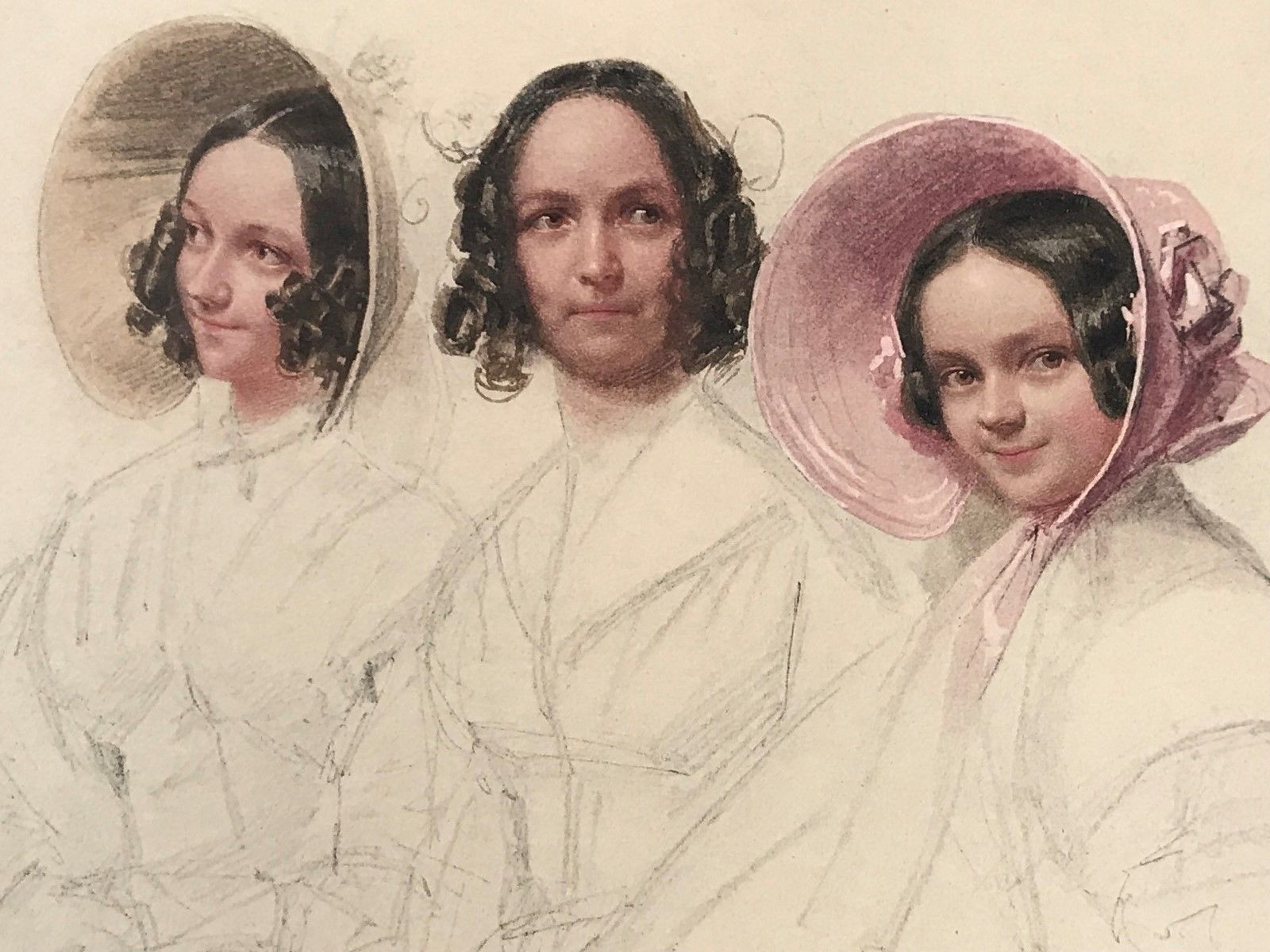
Lithographie de Franz Krüger représentant Auguste avec ses filles à ses côtés : à gauche Bertha, à droite Clara.

En 1817, elle épouse l'acteur Wilhelm Stich (de) (1794-1824) et donne naissance à deux filles : Bertha (de) (1818-1876) et Clara (de) (1820-1865), toutes deux également actrices, ainsi que deux fils, dont Gustav (1822-1848), mort d'une maladie du foie à l'âge de 26 ans à Bombay.
Wilhelm Stich meurt dans des circonstances tragiques. Gebhard Bernhard Carl Blücher von Wahlstatt (1799-1875), petit-fils du célèbre général, était sous-lieutenant dans les Hussards de la Garde. En février 1823, il donne rendez-vous à Auguste Stich pour lui dire au revoir avant un long voyage. Dans la cage d'escalier, il croise son époux qu'il blesse avec son poignard après une brève dispute. Blücher est condamné à trois ans de prison, qu'il purge à la forteresse de Weichselmünde.
On ne sait pas si l'officier Blücher a réellement eu une relation intime avec Auguste Stich. Le 8 mai de la même année où « Thecla » est de retour sur scène, elle est déjà condamnée par le public et huée comme adultère. Pour y échapper, elle et son mari se rendent à Paris au début de 1824, où ils rendent visite à François-Joseph Talma. Selon les déclarations de Ludwig Rellstab, l'acteur Wilhelm Heinrich Stich est mort d'une splénite retardée.

### Avec Otto Crelinger
En secondes noces, elle épouse à Berlin l'entrepreneur ferroviaire et d'assurance Otto Crelinger (de), dont les parents - Johann Jacob Crelinger (1753-1837) et Henriette Wilhelmine Charlotte Catherina Crelinger (1774-1826), née Philippsborn - émettent de grandes réserves sur le mariage Ce n'est qu'après le décès de la mère de Crelinger en décembre 1826 que le couple peut se fiancer le 31 janvier 1827 ; le mariage est célébré le 23 avril 1827.
Son union avec Crelinger lui permet de faire des voyages à Paris et à Saint-Pétersbourg ; sa maison à Berlin devient un lieu de rencontre du monde artistique.
Après qu'Auguste Crelinger a célébré son 50e anniversaire à la Hofbühne de Berlin en 1862, elle se retire de la vie publique. Elle meurt en 1865 à l'âge de 69 ans à Berlin, et est inhumée au cimetière de Mehringdamm devant la Porte de Halle. La tombe n'a pas été conservée.

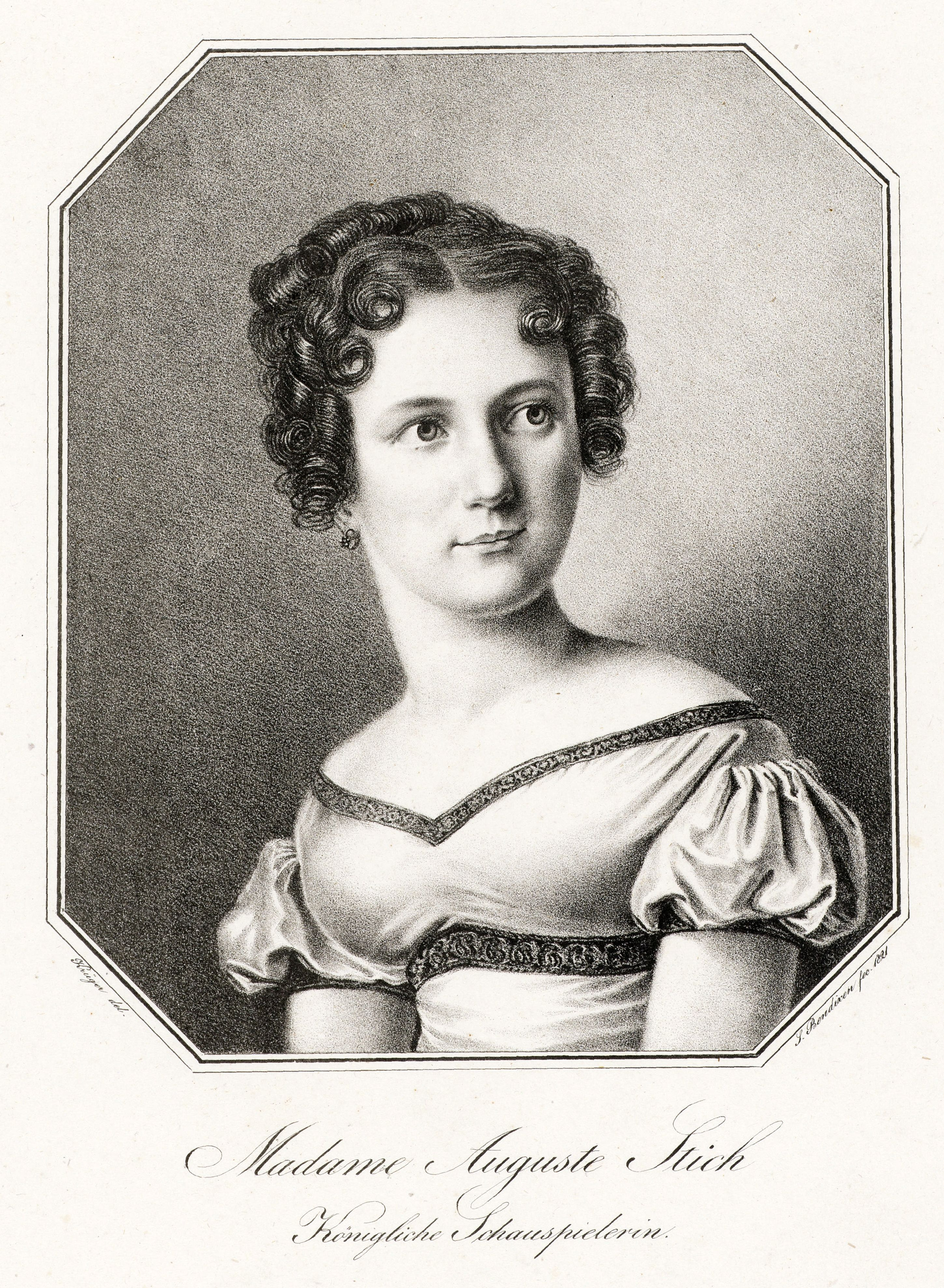
Auguste Stich, portrait de Siegfried Bendixen.
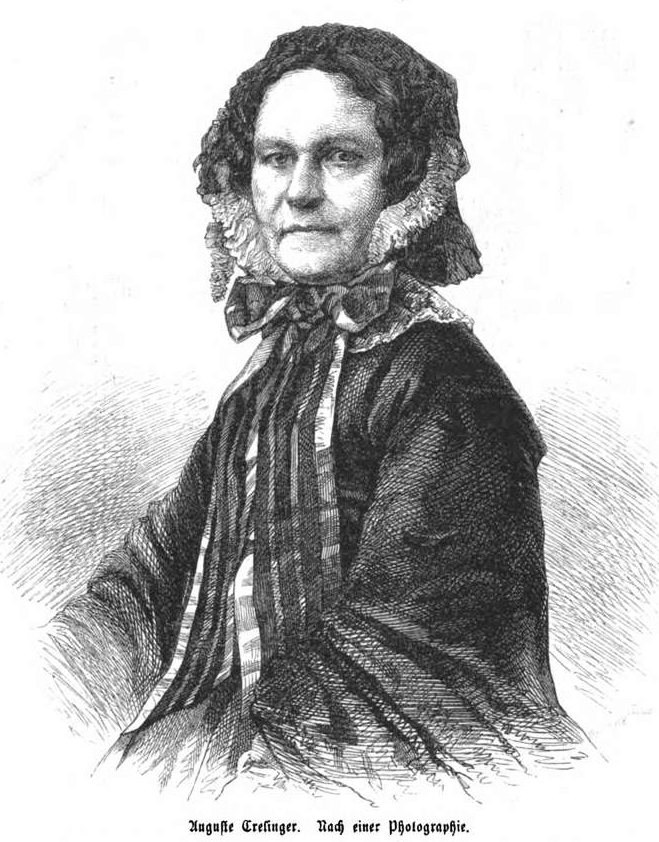
Auguste Crelinger en 1862.

## Rôles (sélection)
- Iphigénie - Iphigénie en Tauride (Johann Wolfgang von Goethe)
- Antigone - Antigone (Sophocle)
- Princesse d'Este - Torquato Tasso (Johann Wolfgang von Goethe)
- Sappho - Sappho (Franz Grillparzer)
- Phèdre - Phèdre (Jean Racine)
- Comtesse Orsina - Emilia Galotti (Gotthold Ephraim Lessing)
- Comtesse Terzky - La mort de Wallenstein (Friedrich Schiller)
- Maria Stuart - Marie Stuart (Friedrich Schiller)
- Adelheid - Götz von Berlichingen (Johann Wolfgang von Goethe)
- Lady Macbeth - Macbeth (William Shakespeare)
- Margarete - Die Hagestolzen (August Wilhelm Iffland)
- Jeanne d'Arc - La Pucelle d'Orléans (Friedrich Schiller)
- Rosette - Schweizermädchen (Gottlob Benedict Bierey)
- Médée - Das goldene Vlies (Franz Grillparzer)